# Rafał Murawski
Rafał Murawski ([ˈrafaw muˈrafski], ong. rafaoe moeravskie) (Malbork, 9 oktober 1981) is een Pools betaald voetballer die bij voorkeur op het middenveld speelt. Hij verruilde in januari 2011 Roebin Kazan voor Lech Poznań. In november 2006 debuteerde hij in het Pools voetbalelftal.
Murawski begon zijn loopbaan als middenvelder bij MRKS Danzig, Gedania Danzig en Arka Gdynia. Hij brak door bij Amica Wronki en speelde van 2006 tot 2009 bij Lech Poznań. Daarna transfereerde hij naar Rusland waar hij speelde voor Roebin Kazan. Begin 2011 vertrok hij terug naar Lech Poznań. Hij maakte deel uit van de Poolse nationale selectie voor onder meer het EK 2008.

## Erelijst
Roebin Kazan
- Landskampioen van Rusland

2009
 Lech Poznań
- Puchar Polski

2008/09